# Waupun (Wisconsin)
Waupun – miasto w Stanach Zjednoczonych, w stanie Wisconsin, w hrabstwie Dodge.